# 畫皮之陰陽法王
《画皮之阴阳法王》（英語：Painted Skin），1993年8月18日在香港上映的恐怖片。

## 剧情
该片根据《聊斋志异》的《画皮》改编而成。
书生王顺生科举考试之后从省城回到家乡，路上遇到一个美女尤枫。尤枫欺骗书生自己是无家可归的浪迹天涯的女子，王顺生顿生慈悲之心和恻隐之心，而把尤枫带到自己家里。一日，在尤枫洗澡的时候，他的妻子陈氏躲在窗外偷看，却发现美女撕下自己的脸皮，丑陋无比，陈氏立刻被吓晕了过去。王顺生见了之后心生恐慌，找到道士玉清道人帮忙伏妖，卻發現尤楓背後有妖力高強的陰陽法王控制其中，玉清道人的法力有限，无法降服阴阳王，而王顺生也被阴阳王附身，玉清道人去找了同门太乙上人，二人齐心协力，才将阴阳王降服。

## 演员
| 演员   | 角色     | 粵語配音 | 备注     |
| 郑少秋 | 王顺生   | 郑少秋   | 落第书生 |
| 王祖贤 | 尤枫     | 馮蔚衡   | 女鬼     |
| 洪金宝 | 太乙上人 | 源家祥   | 道家     |
| 刘洵   | 張道靈   | 張炳強   | 道家     |
| 午馬   | 玉清道人 | 黃子敬   | 道家     |
| 林正英 | 紫衣道人 | 馮志輝   | 道家     |

## 歌曲
| 曲序 | 曲目                                                     | 歌手           |
| ---- | -------------------------------------------------------- | -------------- |
| 1.   | 《摘星》（粵語版）及《摘下滿天星》（國語版）（片頭曲）   | 郑少秋         |
| 2.   | 《留戀》（粵語版）及《只在夢裡來去》（國語版）（片尾曲） | 郑少秋、陳松伶 |

## 幕后
该片在山西省五台山取景，包括雪景和雾景，犹如仙境。